# Niels Brinck
|  | Denne artikel handler om musikeren Niels Brinck. For journalisten, se Niels Brinch. |
Niels Brinck Kristensen, kendt under kunsternavnene Brinck og IVORY (født 24. september 1974 i Åbyhøj) er en dansk singer-songwriter. Han er søn af Uwe Godbersen, der grundlagde gymnastikgruppen Flying Superkids.
Brinck er mest kendt for at have vundet Dansk Melodi Grand Prix 2009 med sangen "Believe Again", som er skrevet af Lars Halvor Jensen, Martin Møller Larsson og Ronan Keating. Han repræsenterede derfor Danmark i Eurovision Song Contest 2009, hvor han opnåede en 13.-plads i finalen 16. maj 2009.
Brinck har skrevet titelmelodien "In the End I Started" til tv-serien Anna Pihl og X Factor-vindersangen "The 1", der samtidig blev Martin Hoberg Hedegaards første single. Under kunstnernavnet IVORY skrev han sammen med komponisten Jesper Winge Leisner soundtracket til Susanne Biers dogmefilm Elsker dig for evigt. Han var også en af sangerne på støttesangen fra 2005 for tsunamiofrene i Sydøstasien, "Hvor små vi er" og temaet til Weekend Weekend på TV 2.
Debutalbummet Brinck udkom i 2009 på Copenhagen Records.

## Diskografi

### Album
- Brinck (2008)

### Singler
| År                                                               | Titel                                     | Højeste placering | Certificering | Album            |
| År                                                               | Titel                                     | Tracklisten       | Certificering | Album            |
| ---------------------------------------------------------------- | ----------------------------------------- | ----------------- | ------------- | ---------------- |
| 2006                                                             | "It's My Life"                            | —                 |               | Nynne soundtrack |
| 2008                                                             | "In the End I Started" (med Maria Marcus) | 36                | - Guld        | Brinck           |
| 2008                                                             | "I Don't Wanna Love Her"                  | 18                |               | Brinck           |
| 2009                                                             | "Believe Again"                           | 1                 | - Guld        | Brinck           |
| 2009                                                             | "Close But Still Out of Sight"            | —                 |               | Brinck           |
| 2011                                                             | "The Heights"                             | —                 |               |                  |
| 2011                                                             | "DNA"                                     | —                 |               |                  |
| 2012                                                             | "Tog dig for givet"                       | —                 |               |                  |
| 2013                                                             | "Human"                                   | —                 |               |                  |
| 2013                                                             | "Sommer"                                  | —                 |               |                  |
| "—" markerer en udgivelse der ikke opnåede en hitlisteplacering. |                                           |                   |               |                  |